# 빌드 오더
빌드 오더(build order)는 전략 컴퓨터 게임에서 전술을 구사하기 위한 건물 짓는 순서를 말한다.

## 스타크래프트
스타크래프트에서 빌드 오더는 종족별 기본적 전술 구사를 위한 건물 짓는 순서를 가리킨다.
예) 테란 vs 저그 (테저전) 배럭 더블 빌드 오더 
8서플 → 10(11)배럭/10서치 → 14서플 → 15마린 → 17커맨드 
흔히 빌드 오더라 불리는 것들은 대개 인구수 50/50 이내에 끝나는 편이다. 그 이후의 빌드는 상황에 따라 전술별 특수한 지침이나 팁, 노하우로 진행된다. 
같은 목적으로 전술을 구사한다고 했을 때 빌드오더를 알고 있는 것과 그렇지 않은 것의 차이는 매우 크다. 빌드 오더는 단지 전술을 구사하는 것에 그치지 않고, 가장 안전하며, 가장 효율적이며, 가장 탁월한 방식으로 원하는 것을 이루는 데 목적을 둔다. 즉, 스타크래프트에서 전술이란 빌드오더 그 자체라고 볼 수도 있다. 
빌드 오더는 스타크래프트 유저에게 있어 기본 중의 기본이다. 고수일수록 기본이 중요하다는 말도 있듯, 만약 전략적인 빌드오더가 먹혀들어가기만 한다면 스타크래프트를 시작한지 얼마 되지도 않은 초보 유저가 중수나 고수를 이기는 일도 가능하다. 
예를 들어 12드론 앞마당 유저에게 7배럭을 구사한다던가, 노배럭 더블을 하는 상대에게 7배럭을 구사한다던가, 노게이트 더블넥서스를 하는 상대에게 7배럭을 구사한다던가, 하는 식으로 말이다. 
이처럼 빌드 오더 중엔 먹히면 좋고 아니면 GG 라는 식의 올인성 전략의 빌드 오더도 있었고, 완전한 올인은 아닐지라도 초반의 견제를 통해 일꾼수를 줄이고 자원적 우위를 점한 후에 운영을 통해 승부한다던가, 전혀 병력을 생산하지 않은 채 커맨드를 짓고 멀티부터 가져가는 하이 리스크-하이 리턴의 대담한 전술을 사용하는 모습을 보이기도 한다.
이를 통해 알 수 있듯, 스타크래프트의 빌드 오더엔 상극의 빌드 오더가 존재한다. 그렇기에 빌드 선택에도 고도의 심리전이 생기게 되고, 조금이라도 정보를 더 모으기 위해 일꾼으로 서치를 하는 것이 스타크래프트의 기본이 되었다. 스타 유저라면 누구든 승리를 쟁취하기 위해 빌드에서 앞서나가고자 아등바등 노력한다.
참고로 이러한 빌드오더는 쉽게 만들어진 것이 아니다. 블리자드가 스타크래프트를 출시한지 어언 십 수년. 스타리그가 출범하고 1세대 프로게이머들이 생겨나고 e스포츠가 우리 나라에 정착하며, 긴긴 시간이 흘렀다. (지금은 아쉽게도 스타리그가 종결된 상태다. 비록 소닉스타리그가 존재하긴 하지만 아프리카 방송을 통한 아마추어적 성향이 강하다.)(스타크래프트1 리그가 개최되었다. 스베누 리그.(SBENU Starleague) 스베누 주최, 온게임넷 주관의 리그이다.14.4.12~15.3.1) 그간 배틀넷에서 수많은 유저들이 피와 땀을 흘리며 치열하게 게임을 즐겼고, 이러한 빌드 오더는 바로 그런 유저들의 열정과, 재능, 오랜 시간의 노력이 만들어낸 것이다.
지금은 네이버에서 검색 몇 번으로 쉽게 구할 수 있으며, 스타크래프트 포털 사이트나 클랜 카페의 전략/전술 게시판 곳에서도 빌드를 얻을 수 있다. 아프리카 방송을 하는 스타 BJ들은 빌드 오더를 강의마저 만들어 돈을 받고 판매하고 있으니 지금은 원한다면 누구나 어렵지 않게 빌드를 구해 배울 수 있다.